# عبد القادر قحطان
هو الدكتور اللواء عبد القادر محمد قحطان من مواليد 13 ديسمبر 1952م في قرية الأصروم عزلة الأفيوش مديرية مذيخرة محافظة إب.
عمل وزيراً للداخلية اليمنية في حكومة باسندوة من 7 ديسمبر 2011 حتى 7 مارس 2014.

## المناصب التي تقلدها
- عين بعد تخرجه من كلية الشرطة بصنعاء ضابطاً في قسم شرطة جمال جميل بالعاصمة لعدة أشهر. *ثم رئيساً لقسم العلاقات العامة في الادارة العامة للمرور.
- ابتعث من جامعة صنعاء للدراسات العليا في القاهرة لنيل الماجستير والدكتوراه.
- عين أستاذاً مساعداً للقانون المدني في كلية الشريعة والقانون بجامعة صنعاء عام 1992م وحتى الآن.
- عين نائبا لكبير المعلمين في كلية الشرطة عام 1992م.
- عين رئيس لقسم القانون المدني بكلية الشريعة والقانون بجامعة صنعاء.
- عين مديراً عاماً للأمن العام بمحافظ تعز عام 1992م وحتى عام 1996م.
- عين في عام 1996م مديراً عاماً للعلاقات الخارجية والشرطة الجنائية الدولية ؛ فكان بالإضافة الى مهام العلاقات الخارجية لوزارة الداخلية - رئيساً لمكتب انتربول صنعاء ، ورئيساً لشعبة اتصالات مجلس وزراء الداخلية العرب بصنعاء }.
- عين وزيراً للداخلية اليمنية في 7 ديسمبر 2011 م وحتى 7 مارس 2014م.
- عين سفيرا في وزارة الخارجية اليمنية في مارس 2014م وحتى الآن.

## المؤهلات
- تعلم في كتاب قريته قراءة القرآن كاملًا على يد عمه الشيخ عبدالرحمن قحطان ؛ وتعلم الخط واساسيات علم الحساب على يد والده وعمه عبدالله وعمه عبدالرحمن وثلاثتهم على غرار والدهم فقهاء متخرجين من المدارس الفقهية في جبلة وزبيد.
- حفظ العديد من المتون في العلوم الشرعية واللغوية ، مثل : -متن الزبـد - لإبن رسلان في الفقه الشافعي (أكثر من ألف بيت من الشعر ) .  -ومتن الأربعين حديثاً النووية.  -ومتن الأجرمية في النحو .  -ومتن ملحة الإعراب في النحو .  -ومتن الرحبية في المواريث .  -ونسخة مخطوطة في علم تجويد القرآن.
- ثم انتقل في عام 1964م الى مدينة تعز مع عمه الشيخ عبدالرحمن قحطان لغرض الدراسة؛ وحصل فيها على الشهادة الابتدائية ، والشهادة الإعدادية وحصل على الثانوية العامة قسم علمي عام 1972م .
- ثم انتقل إلى صنعاء والتحق بكلية الشرطة بصنعاء عام 73-1974م وحصل على دبلوم العلوم الشرطية عام 1978م.
- وحصل على الليسانس في الشريعة والقانون من كلية الشريعة والقانون بصنعاء عام 1980م.
- ثم انتقل للدراسة الى جمهورية مصر العربية.
- نال درجة الماجستير في الحقوق تخصص قانون خاص بجامعة عين شمس بجمهورية مصر العربية عام 1983م (دبلوم شريعة اسلامية + دبلوم قانون خاص)
- نال درجة الدكتوراه في القانون المدني من كلية الحقوق بجامعة عين شمس بجمهورية مصر العربية عام 1991م ، بتقدير جيد جِدّاً مع مرتبة الشرف ؛ على رسالته بعنوان  "السكوت المعبر عن الإرادة وأثره في التصرفات-  دراسة في القانون المدني المصري ونظيره اليمني مقارنة بالفقه الاسلامي".

| المناصب السياسية      | المناصب السياسية                 | المناصب السياسية     |
| --------------------- | -------------------------------- | -------------------- |
| سبقه مطهر رشاد المصري | وزير الداخلية اليمني 2011 - 2014 | تبعه عبده حسين الترب |